# Ute Hasse

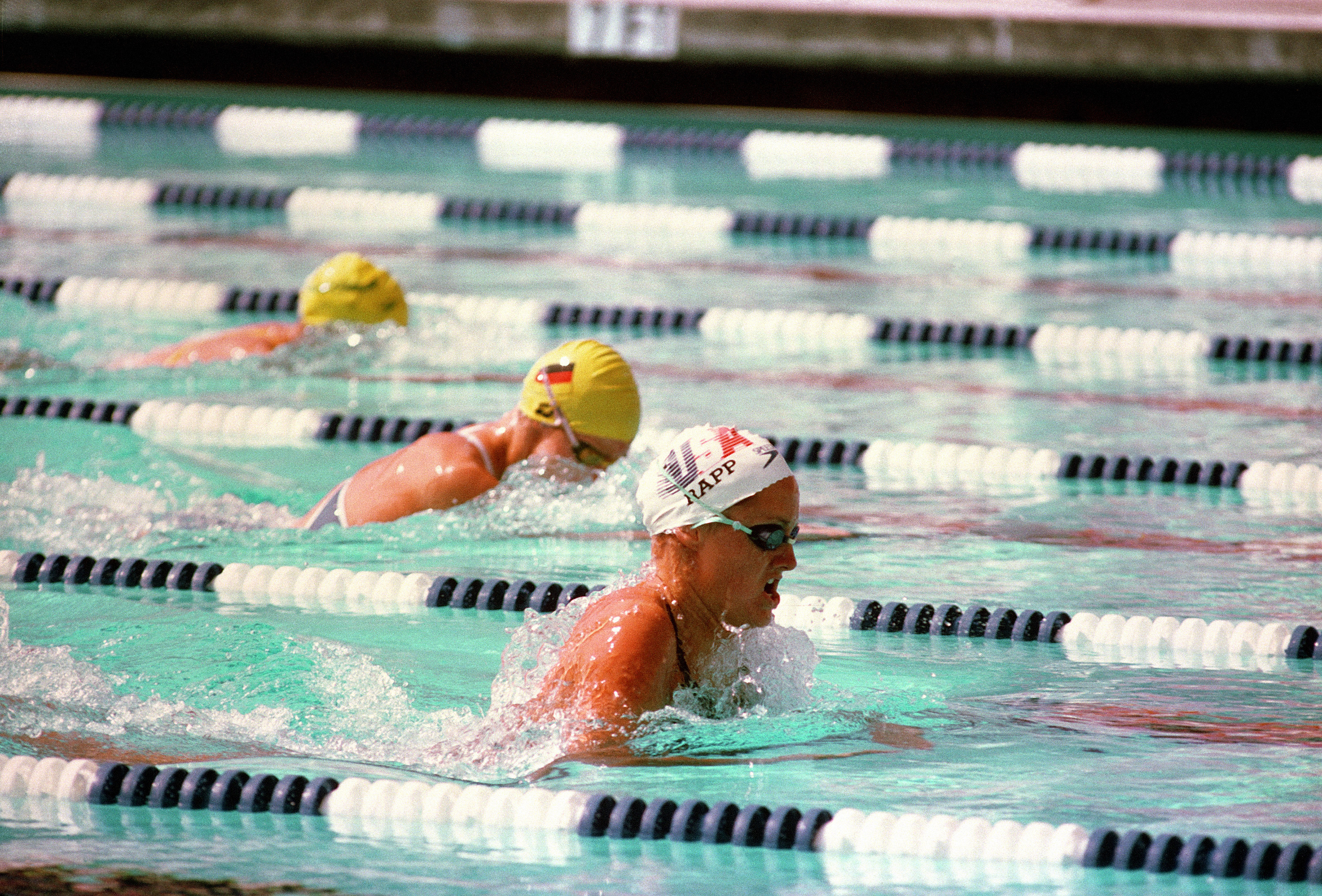
Ute Hasse im 200-m-Brust-Finale; im Vordergrund, die Silbermedaillengewinnerin Susan Rapp (USA)

Ute Hasse (* 16. September 1963 in Düren) ist eine ehemalige deutsche Schwimmerin, die für die Bundesrepublik Deutschland startete. Sie gewann 1984 mit der Lagenstaffel eine olympische Silbermedaille.
Ute Hasse startete für die Schwimm- und Sportfreunde Bonn 1905. 1983 und 1984 wurde sie Deutsche Meisterin im 200-Meter-Brustschwimmen. 1984 wurde sie mit der Bonner Mannschaft Deutsche Mannschaftsmeisterin, 1985 gewann sie noch einen Meistertitel mit der Bonner Lagenstaffel.
Bei der Europameisterschaft 1983 in Rom wurde sie Sechste über 200 Meter Brust und gewann mit der Lagenstaffel Bronze. Bei den Olympischen Spielen 1984 in Los Angeles wurde Hasse Sechste über 200 Meter Brust. Über 100 Meter Brust verpasste sie das Finale genau wie die deutsche Meisterin Angelika Knipping; den B-Lauf gewann Ute Hasse und wurde damit Neunte. Die Lagenstaffel in der Besetzung Svenja Schlicht, Ute Hasse, Ina Beyermann und Karin Seick erreichte den zweiten Platz hinter der US-Staffel. 